# Мануйлов, Владимир Алексеевич
Владимир Алексеевич Мануйлов (11 сентября 1940, Воронеж — 31 января 2022) — советский футболист, выступавший на позиции нападающего и полузащитника. Сыграл 28 матчей и забил 3 гола в высшей лиге СССР. Мастер спорта СССР (1960).

## Биография
Воспитанник воронежского футбола, начинал играть во дворах и на стадионе школы № 22, в которой учился. С 14-ти лет занимался в юношеской секции команды «Химик», тренеры — Борис Ефимович Фурман, Владимир Михайлович Жезлов, Виктор Петрович Белов.
Бронзовый призёр Спартакиады народов РСФСР 1959 года. Входил в состав сборной РСФСР (1960).
С 17-летнего возраста выступал за воронежскую команду «Крылья Советов», позднее переименованную в «Труд» (ныне — «Факел»). В 1960 году вместе с командой стал победителем зонального турнира класса «Б» и чемпионом РСФСР, в решающем матче забил два первых гола в ворота грозненского «Терека» и помог команде одержать победу (6:2). В 1961 году выступал в классе «А», сыграл 28 матчей и забил три гола. Дебютный матч на высшем уровне сыграл 8 апреля 1961 года против бакинского «Нефтяника». Первый гол в высшей лиге забил 5 июня 1961 года в ворота тбилисского «Динамо», в этом матче также отличился автоголом (1:1).
После вылета воронежской команды из высшей лиги футболист продолжал играть за неё в классе «Б». В 1967 году также выступал за липецкий «Металлург», но большую часть того сезона провёл в Воронеже, сыграв 27 матчей. В возрасте 30 лет завершил карьеру из-за травмы ноги.
Всего в составе воронежского клуба сыграл в первенстве и Кубке СССР 277 матчей и забил 23 мяча.
После окончания игровой карьеры много лет работал тренером, директором, инструктором-методистом в СДЮСШОР «Факел» (Воронеж).